# Nilson (football, 1989)
Pour les articles homonymes, voir Nilson.
Nilson Ricardo da Silva Júnior dit Nilson est un footballeur brésilien né le 31 mars 1989 à Recife. Il évolue au poste de milieu de terrain.

## Biographie
Nilson évolue au Brésil, au Japon, et en Corée du Sud.
Il dispute notamment 20 matchs en première division brésilienne, 16 matchs en première division japonaise (deux buts), et 39 matchs en première division sud-coréenne (deux buts également).